# Bombera Krisztina
Bombera Krisztina (Budapest, 1972. október 27. –) magyar televíziós újságíró, tudósító, író, műsorvezető. A TV2 munkatársaként 2001. szeptember 11-étől a New Yorkot ért terrortámadásról adott tudósításai tették ismertté.

## Élete, pályafutása
Szülei dr. Mándics Rozália belgyógyász és dr. Bombera Géza sebész, testvére Bombera Zsolt. Két gyermeke van, Márk (2004) és Nóra (2006), férje egyetemi oktató, filozófus. 
Az Eötvös Loránd Tudományegyetem Bölcsészkarán diplomázott angol és amerikanisztika szakon, elvégezte a média szakot az abszolutóriumig, az ELTE Jogi karán jogászként végzett 2013-ban.
1991-ben egy évig középiskolába járt Kaliforniában, 1994-ben egy felsőoktatási szemesztert Iowában töltött vendégdiákként, 1997-ben ugyanennyit Skóciában.
1997-2007 között a TV2 közéleti-politikai szerkesztőségeiben dolgozott riporterként és műsorvezetőként. 2001-ben fizetés nélküli szabadságra ment, férjével New Yorkba költözött, ahonnan az Egyesült Államokat ért terrortámadásról tudósított a TV2 műsorai és más magyar médiumok számára.
2002-ben jelent meg könyve, a Felhőkarcolat, New York-i élményeiről.
2003-ban Afganisztánban készített riportokat a „terrorellenes háború” idején, 2003-ban az USA-ban, a többi közt az iraki háborút megelőző amerikai külpolitikáról.
2007-2010 között a Magyar Televízió New York-i tudósítója volt. Munkája során a többi közt interjút készített az USA-ban az ellenzék akkori vezetőjével, Orbán Viktorral (2008), majd a hivatalban lévő magyar miniszterelnökkel, Bajnai Gordonnal (2009).
2010-2011-ben a Magyar Televízióban vezetett műsorokat, a 2011-es leépítési hullámban elbocsátották. 2012-től először szabadúszóként, később a hírszerkesztőség tagjaként az ATV amerikai tudósítójaként dolgozott. 2014-2020 közt az ATV külpolitikai szerkesztője, amerikai tudósítója és műsorvezetője. 2018-ban műsorvezetésével indult a CNN Newsroom, amelyben az ATV a CNN hivatalos partnereként vett át és készített külpolitikai beszámolókat, a műsor riporterei pedig magyarországi hírekkel jelentek meg a CNN amerikai adásaiban is. Rendszeresen tudósított az amerikai Republikánus és Demokrata párt elnökjelölő gyűléseinek helyszíneiről és az elnökválasztásokról az Egyesült Államokból. Életpályája során a magyar közönség számára számos interjút készített globális ismertségű és befolyású közszereplőkkel, riportalanyai közé tartozott például Betty Friedan, Rudolph Giuliani, Mitt Romney, David Axelrod, Cher, Bob Geldof, Richard Holbrooke, George Pataki, Steven Pinker, Jon Voight, Daniel Radcliffe, Salman Rushdie, Susan Sontag, Soros György, Malcolm Gladwell, Henry Kissinger, Helen Mirren és mások. Az egyik első magyar televíziós videóújságíró-tudósító, aki külföldön önálló utómunkával készített digitális beszámolókat országszerte, illetve élő bejelentkezéseket valósított meg műholdas kommunikáció helyett az interneten keresztül, az okostelefonok és a közösségi média széles térnyerése előtti időszakban.
2014-2015-ben a Princeton Egyetemen dolgozott junior jogi asszisztensként, emellett továbbra is tudósított az ATV-nek, a többi közt Baltimore-ból, a Black Lives Matter mozgalom tüntetéseiről, amelyek 2014-ben a rendőri túlkapásokra reagáltak. 2015-ben exkluzív interjút készített José Manuel Barrosóval a Magyarországon kiújuló vita kapcsán a halálbüntetés kérdéséről, illetve az EU és Magyarország viszonyáról. 
2019 óta szabadúszó, tudományos és nagyvállalati konferenciák műsorvezetője, kommunikációs tréner, tanácsadó, civil szervezetek önkéntese. 2019-ben a járványügyi zárás alatt nagy nézettségű mélyinterjúkat készített a Facebookon, többségüket a Menedzserek Országos Szövetségével együttműködésben, vállalatvezetőkkel és számos tudományterület képviselőjével. A Menedzserek Országos Szövetsége műsorát vezeti - „Business Menü Bombera Krisztinával” - amely a társadalmi, környezeti és gazdasági fenntarthatóság iránt elkötelezett vezetőket mutat be. 
2018-ban indította a CauseArt Platform értékmarketing ügynökséget, amely szemléletformáló és adománygyűjtő kampányokat szervez magyarországi közösségi ügyek érdekében. Legnagyobb kampányuk a Mastercard-Sziget Fesztivál-The Chainsmokers DJ duo együttműködése volt a United Way Hungary értő olvasást támogató munkája javára. A CauseArt Platform kampányait sok tucat magyar és számos nemzetközi közszereplő támogatta részvételével, hátrányokkal küzdő magyarországi közösségek megerősítésére.

## Egyéb tevékenységei
Önkéntesként főleg emberi jogokkal és a társadalmi, gazdasági, környezeti fenntarthatóság erősítésén dolgozó szervezetekkel működik együtt. 
Vloggersuli néven 2017-2018-ban a Vodafone Magyarország Alapítvány Digitális Iskola Programjában gyerekeket képzett a közösségi médiában való videós tartalomkészítés felelős módszereire.
Kuratóriumi tagja a Korai Fejlesztő Alapítványak és a Hintalovon Alapítványnak.
Az Egyenlítő Alapítvány tagja.

## Munkái
1997 – 2007 TV2
- Riporter: Tények, Jó estét, Magyarország!, Napló, Szép, új világ

- Műsorvezető: Jó reggelt, Magyarország!, Háló@Világ

2007 – 2010 Magyar Televízió
- New York-i tudósító

2010 – 2011 Magyar Televízió
- Műsorvezető: Híradó, Panoráma, Teadélután

2011 – 2020 ATV
- New York-i tudósító
- Műsorvezető: Híradó – Este 9, Világhíradó, Külvilág, ATV-CNN Newsroom, START

2013 – A narancslé útja – facsarva, Brazíliából . A Tudatos Vásárlók Egyesülete megbízásából készült film a narancslé útját mutatja be Brazíliától az európai fogyasztókig, például az embertelen munkakörülményeket, amelyek között a Magyarországon is legnépszerűbb gyümölcslé készül. A film arra is keresi a választ, hogy az európai szupermarketláncoknak, amelyekben a legtöbb narancslevet adják el, milyen szerepe van a helyzet kialakulásában és lehetséges megoldásaiban.
2017 – Vloggersuli: Újabb szintre lép a Vodafone digitális iskola programja
2013 – Marsról jött férfiak és Vénuszról jött nők: egy romboló mítosz vége
2017 – TEDxYouth@Budapest: Változás a komfortzónán kívül?
2020 – Üzenet rögzítve - Nők Lapja videóinterjú-sorozat 
2022 – Business Menü Bombera Krisztinával

## Könyvei
- Bombera Krisztina: Felhőkarcolat. Budapest: Dee-Sign Kiadó, 2002. ISBN 9789632020150, ISBN 9632020154
- Bombera Krisztina – Vajay Zsófia: Budapest Bár – Örömzene. Budapest: Cartaphilus Kiadói Kft, 2012. ISBN 9789632662862, ISBN 9632662865
- Bombera Krisztina: Roby Lakatos – Gipsy Fusion. Budapest: Helikon Kiadó, 2015. ISBN 9789632274218, ISBN 9632274210